# Snowboard-Juniorenweltmeisterschaften 1997
Die 1. FIS Snowboard-Juniorenweltmeisterschaften fanden am 22. und 23. Februar 1997 im Corno alle Scale statt. Ausgetragen wurden Wettkämpfe im Riesenslalom und Halfpipe.

## Medaillenspiegel
| Platz | Land               | Gold | Silber | Bronze | Gesamt |
| ----- | ------------------ | ---- | ------ | ------ | ------ |
| 1     | Schweden           | 2    | 0      | 1      | 3      |
| 2     | Österreich         | 1    | 1      | 1      | 3      |
| 3     | Frankreich         | 1    | 0      | 1      | 2      |
| 4     | Finnland           | 0    | 2      | 0      | 2      |
| 5     | Vereinigte Staaten | 0    | 1      | 1      | 2      |
|       | Gesamt             | 4    | 4      | 4      | 12     |

## Ergebnisse Frauen

### Riesenslalom
| Platz | Land               | Sportlerin          |
| ----- | ------------------ | ------------------- |
| 1     | Frankreich         | Déborah Anthonioz   |
| 2     | Österreich         | Sabine Wutscher     |
| 3     | Österreich         | Evelyn Maier        |
| 4     | Frankreich         | Marjorie Rey        |
| 5     | Vereinigte Staaten | Erin O’Malley       |
| 6     | Frankreich         | Julie Colin         |
| 7     | Schweden           | Sara Fischer        |
| 8     | Frankreich         | Aurélie Tible       |
| 9     | Deutschland        | Heidi Leitner       |
| 10    | Niederlande        | Nicolien Sauerbreij |

Datum: 22. Februar 1997

Es waren 23 Sportlerinnen am Start.

Weitere Teilnehmerinnen aus deutschsprachigen Ländern:

 Stephanie Berchtold: 13. Platz

 Manuela Pohl: 16. Platz

### Halfpipe
| Platz | Land                   | Sportlerin              |
| ----- | ---------------------- | ----------------------- |
| 1     | Schweden               | Anna Hellman            |
| 2     | Finnland               | Laura-Kaisa Suokonautio |
| 3     | Vereinigte Staaten     | Kim Stacey              |
| 4     | Finnland               | Johanna Hesso           |
| 5     | Österreich             | Martina Rohrmoser       |
| 6     | Niederlande            | Miriam Vijfvinkel       |
| 7     | Schweden               | Sara Fischer            |
| 8     | Vereinigtes Königreich | Charlotte Dutton        |

Datum: 23. Februar 1997

Es waren 13 Sportlerinnen am Start.

## Ergebnisse Männer

### Riesenslalom
| Platz | Land               | Sportler              |
| ----- | ------------------ | --------------------- |
| 1     | Österreich         | Lukas Grüner          |
| 2     | Vereinigte Staaten | Travis McLain         |
| 3     | Frankreich         | Charlie Cosnier       |
| 4     | Österreich         | Andreas Prommegger    |
| 5     | Deutschland        | Michael Layer         |
| 6     | Deutschland        | Patrick Löffler       |
| 7     | Deutschland        | Christian Ehrnthaller |
| 8     | Finnland           | Mikko Nuuttila        |
| 9     | Österreich         | Gerhard Unterkofler   |
| 10    | Polen              | Grzegorz Pajak        |

Datum: 22. Februar 1997

Es waren 33 Sportler am Start.

Weitere Teilnehmer aus deutschsprachigen Ländern:

 Bernhard Kall: 18. Platz

 Lukas Prem: 19. Platz

### Halfpipe
| Platz | Land               | Sportler        |
| ----- | ------------------ | --------------- |
| 1     | Schweden           | Tomas Johansson |
| 2     | Finnland           | Jussi Oksanen   |
| 3     | Schweden           | Märten Gaimer   |
| 4     | Finnland           | Jukka Erätuli   |
| 5     | Schweiz            | Philipp Merz    |
| 6     | Finnland           | Timo Aho        |
| 7     | Finnland           | Pekka Valli     |
| 8     | Vereinigte Staaten | Tommy Czeschin  |

Datum: 23. Februar 1997

Es waren 35 Sportler am Start.

Weitere Teilnehmer aus deutschsprachigen Ländern:

 Marco Scalabrini: 21. Platz

 Raimund Kirchleiter: 26. Platz